# 杨受百
杨受百（1908年—？），重庆人，中国实业家、政治人物，重庆市政协原副主席，重庆市人大常委会原副主任，中华全国工商业联合会执行委员会原常务委员，第四、五、六届全国政协委员。